# Ивайло-97 (Велико Търново)
„Ивайло-97“ е български футболен отбор от Велико Търново.

## История
През есента на 1997 година приятелствто ражда най-колоритния футболен клуб във Велико Търново. Той е създаден от група ентусиасти, които дотогава са си поритвали за удоволствие през седмицата, а в събота и неделя са играли в различни отбори от региона. Кръщават го „Ивайло-97“ и се включват в Б окръжна футболна група. Първият изигран мач е гостуването на „Сокол“ (Сушица), който е спечелн 3:1.
Основатели са: Йордан Грозданов, Валентин Витанов (Вальо бицепса), Димо Георгиев (бай Димо), Красимир Калчев (Калеца), братята Валентин и Манол Бобеви, близнаците Валентин и Атанас Димитрови, Румен Крилов, Веско Узунов, Стоян Колев, Стоян Гендов, Ярослав Матоуш и Кънчо Генчев (брат на Бончо Генчев).
Особено успешен е пролетния сезон на 1998, когато постигат само победи и едно равенство и заемат второ място в крайното класиране след „Ботев“ (Златарица). Благодарение на това от следващия сезон те играят в А окръжна група.
На 14 юни 2000 година „Ивайло-97“ играе квалификация за влизане в Северозападната В група с отбора на „Спартак“ (Галиче) и губи с 2:4.
През 2000/01 отборът играе още един сезон в А областна група и след това се саморазтурва. През следващите сезони някои от футболистите на „Ивайло-97“ направиха отбора на „Спартак“ (Килифарево) и играха един сезон в областната футболна група, а други отидоха в други отбори от областта.
През 2004 година Йордан Грозданов и Валентин Витанов създават женския футболен „Болярки“. .

## Рекорди
- На 3 октомври 1999 г. в мач от първенството на А областна футболна група побеждават новосъздадения и просъществувал едва до края на есенния полусезон „Етър II“ с 1:0.
- На 31 август 2000 г. първа официална среща за Купата на България срещу „Етър“, загубена с 2:4.
- Най-голяма победа срещу „Левски“ (Върбица) – 9:2